# Ammoconia rhaeticaria
Ammoconia rhaeticaria là một loài bướm đêm trong họ Noctuidae.